# ألبيرتو جيلاردينو
ألبرتو جيلاردينو (من مواليد 5 يوليو 1982) هو مدرب كرة قدم إيطالي محترف ولاعب سابق لعب كمهاجم. وهو المدير الفني لنادي جنوى في الدوري الإيطالي.
كان جيلاردينو هدافًا كثير التسجيل، وفي بداية مسيرته الرياضية كان غالبا ما يقارن بفيليبو إنزاغي بسبب انتهازيته وإحساسه التمركزي وعينه على الهدف. يحمل جيلاردينو حاليًا الرقم القياسي لكونه عاشر أصغر لاعب يسجل 100 هدف في الدوري الإيطالي، وهو الإنجاز الذي حققه عندما كان عمره 26 عامًا و105 يومًا. ومع 188 هدفًا في الدوري الإيطالي، يعد جيلاردينو حاليًا من بين أفضل 10 هدافين على الإطلاق في تاريخ الدوري الإيطالي.

## مسيرته

### بدايته المبكرة
بدأ «جيلا» مهنته في نادي بياتشنزا، وكان أول ظهور له في السيريا A أمام إيه سي ميلان. وفي ذلك الموسم لعب 17 مباراة وأحرز 3 أهداف.
بيع جيلاردينو إلى نادي فيرونا في عام 2001، وسجل 5 أهداف فقط في الموسمين اللذان لعبهما مع النادي.

### بارما
أول تجربة دولية في مسيرة جيلا كانت في 2002، عندما انتقل إلى نادي بارما بناءً على طلب مدربه السابق في فيرونا تشيزري برانديلي. وقد سجل في موسمه الأول مع الفريق 5 أهداف، وفي الموسم الذي تلاه سجل 23 هدف ليصبح ثاني الهدافين خلف أندريه شيفشينكو. وفي موسم 2004/2005 سجل 23 هدف أيضاً ليصبح ثاني الهدافين ولكن هذه المرة خلف كرستيانو لوكاريلي، وتم اختياره كأفضل لاعب إيطالي في الدوري الإيطالي.

### ميلان
انتقل جيلاردينو إلى إيه سي ميلان في 17 يوليو 2005 بصفقة تبلغ قيمتها 24 مليون يورو. في موسمه الأول سجل 17 هدفاً في الدوري الإيطالي لكنه فشل في التسجيل في دوري أبطال أوروبا. أيضاً موسمه الثاني كان مخيباً للآمال أوروبياً فقد أحرز هدفين فقط في دوري الأبطال و12 هدف في الدوري الإيطالي. بينما كان موسمه الثالث هو الأسوء له مع الروسونيري عندما لم يحرز سوى 9 اهداف، 2 في دوري الأبطال و7 في الدوري الإيطالي.

### فيورنتينا
في 25 مايو 2008 أكد المدير الرياضي لـنادي فيورنتينا بانتاليو كورفينو بأن صفقة انتقال جيلاردينو من الميلان قد تمت بقيمة 15 مليون يورو بعقد يمتد لخمسة سنوات.

### جنوى
وفي يناير 2012 انتقل إلى نادي جنوى قادماً من فيورنتينا.

## المنتخب
جيلاردينو شارك مع المنتخب الإيطالي في الألعاب الأولمبية الصيفية 2004 في أثينا، وفاز بالميدالية البرونزية. كما قاد منتخب إيطاليا لما دون الـ21 إلى الفوز عام 2004 في بطولة أوروبا لما دون الـ21.
وكان عضواً في مجموعة إيطاليا التي فازت بـكأس العالم 2006، وسجل هدفاً في مرمى منتخب أمريكا.

## إنجازاته

### مع الأندية
- دوري أبطال أوروبا: 1
  - 2006-07, إيه سي ميلان
- كأس السوبر الأوروبي: 1
  - 2007، إيه سي ميلان
- كأس العالم للأندية: 1
  - 2007، إيه سي ميلان

### مع المنتخب
- كأس العالم: 1
  - 2006، منتخب إيطاليا
- بطولة أوروبا ما دون الـ21: 1
  - 2004، منتخب إيطاليا دون الـ21
- الألعاب الأولمبية الصيفية: 3
  - 2004، منتخب إيطاليا دون الـ21

### فردية
- أفضل لاعب في السيريا A للسنة: 1
  - 2005
- أفضل لاعب إيطالي: 1
  - 2005
- أفضل لاعب شاب في السيريا A للسنة: 1
  - 2004

## إحصائيات

### مع الأندية
| النادي                           | الموسم  | الدوري المحلي | الدوري المحلي | الكأس المحلية | الكأس المحلية | البطولاات الأوروبية1 | البطولاات الأوروبية1 | بطولات أخرى2 | بطولات أخرى2 | المجموع | المجموع |
| النادي                           | الموسم  | الظهور        | الأهداف       | الظهور        | الأهداف       | الظهور               | الأهداف              | الظهور       | الأهداف      | الظهور  | الأهداف |
| -------------------------------- | ------- | ------------- | ------------- | ------------- | ------------- | -------------------- | -------------------- | ------------ | ------------ | ------- | ------- |
| بياتشنزا                         | 1999-00 | 17            | 3             | -             | -             | -                    | -                    | -            | -            | 17      | 3       |
| بياتشنزا                         | 2000    | -             | -             | 3             | 2             | -                    | -                    | -            | -            | 3       | 2       |
| بياتشنزا                         | المجموع | 17            | 3             | 3             | 2             | -                    | -                    | -            | -            | 20      | 5       |
| نادي فيرونا                      | 2000-01 | 22            | 3             | -             | -             | -                    | -                    | -            | -            | 22      | 3       |
| نادي فيرونا                      | 2001-02 | 17            | 2             | 2             | 1             | -                    | -                    | -            | -            | 19      | 3       |
| نادي فيرونا                      | المجموع | 39            | 5             | 2             | 1             | -                    | -                    | -            | -            | 41      | 6       |
| نادي بارما                       | 2002-03 | 24            | 4             | 2             | 1             | 2                    | 0                    | -            | -            | 26      | 5       |
| نادي بارما                       | 2003-04 | 34            | 23            | 2             | 0             | 4                    | 3                    | -            | -            | 40      | 26      |
| نادي بارما                       | 2004-05 | 38            | 23            | 1             | 0             | 8                    | 1                    | -            | -            | 47      | 25      |
| نادي بارما                       | المجموع | 96            | 50            | 5             | 1             | 14                   | 4                    | -            | -            | 115     | 55      |
| إيه سي ميلان                     | 2005-06 | 34            | 17            | 3             | 2             | 10                   | 0                    | -            | -            | 47      | 19      |
| إيه سي ميلان                     | 2006-07 | 30            | 12            | 4             | 2             | 11                   | 2                    | -            | -            | 45      | 16      |
| إيه سي ميلان                     | 2007-08 | 30            | 7             | 1             | 0             | 8                    | 2                    | 1            | 0            | 40      | 9       |
| إيه سي ميلان                     | المجموع | 94            | 36            | 8             | 4             | 29                   | 4                    | 1            | 0            | 132     | 44      |
| نادي فيورنتينا                   | 2008-09 | 5             | 3             | -             | -             | 2                    | 3                    | -            | -            | 7       | 6       |
| نادي فيورنتينا                   | المجموع | 5             | 3             | -             | -             | 2                    | 3                    | -            | -            | 7       | 6       |
| المجموع                          | المجموع | 251           | 97            | 18            | 8             | 45                   | 11                   | 1            | 0            | 314     | 116     |
| التحديث الأخير في 29 سبتمبر 2008 |         |               |               |               |               |                      |                      |              |              |         |         |

1البطولات الأوروبية تشمل دوري أبطال أوروبا، كأس الاتحاد الأوروبي.

2البطولاة الأخرى تشمل كأس العالم للأندية.

## روابط خارجية
- ألبيرتو جيلاردينو على موقع الاتحاد الدولي (مؤرشف)  (الإنجليزية)
- ألبيرتو جيلاردينو على موقع الاتحاد الأوربي (الإنجليزية)
- ألبيرتو جيلاردينو على موقع قاعدة بيانات كرة القدم.إي يو (الإنجليزية)
- ألبيرتو جيلاردينو على موقع ليكيب (الفرنسية)
- ألبيرتو جيلاردينو على موقع ناشيونال فوتبول تيمز (الإنجليزية)
- ألبيرتو جيلاردينو على موقع Soccerway.com (الإنجليزية)
- ألبيرتو جيلاردينو على موقع عالم كرة القدم.نت (الإنجليزية)
- ألبيرتو جيلاردينو على موقع كووورة
- ألبيرتو جيلاردينو على موقع اللجنة الأولمبية الدولية (الإنجليزية)
- ألبيرتو جيلاردينو على موقع أوليمبيديا (الإنجليزية)